# Слюдянка II
Слюдя́нка II — железнодорожная станция на Кругобайкальской железной дороге (КБЖД), расположенная в городе в городе Слюдянка Иркутской Области России, административном центре Слюдянкского района и Слюдянкского городского поселения.
Станция относится к Восточно-Сибирской железной дороге и расположена между станциями Байкал и Култук.

## История
Станция Слюдянка II была открыта в 1905 году в ходе завершения строительства Кругобайкальской железной дороги — одного из самых сложных и протяжённых участков Транссибирской магистрали. Первоначально станция выполняла функции разъезда и пункта для служебных операций на КБЖД, а также играла роль важного транспортного узла для обеспечения эксплуатации южного берега озера Байкал. С развитием поселения и экономическим ростом в начале ХХ века вокруг станции начала формироваться инфраструктура, связанная с добычей слюды и обслуживанием железнодорожного движения.
С 1950-х годов после изменения маршрута главного хода Транссибирской магистрали основное значение Кругобайкальской железной дороги уменьшилось, однако станция сохранила своё значение как пункт обслуживания туристических и местных поездов. В настоящее время Слюдянка II используется преимущественно для организации экскурсионного движения, а также как отправной пункт ряда пеших и водных маршрутов вдоль побережья Байкала

## Описание станции
Станция Слюдянка II имеет одну боковую платформу и два пути. Электрификация отсутствует. Архитектура вокзального комплекса выполнена в традиционном стиле начала XX века с элементами, характерными для железнодорожных объектов КБЖД. Здание вокзала отличается отделкой из мрамора, что является редкостью для небольших станций России.

## Значение и современное состояние
Туристическое и историческое значение станции Слюдянка II обусловлено её расположением на уникальном инженерном сооружении — Кругобайкальской железной дороге, где вдоль побережья протяжённостью 89 км сосредоточено 39 тоннелей и более 500 инженерных объектов. 
Вокзал станции традиционно служит отправной точкой популярных маршрутов по КБЖД.